# 迈克尔·布鲁克斯
迈克尔·安东尼·布鲁克斯（英語：Michael Anthony Brooks，1958年8月17日—2016年8月22日），美国NBA联盟前职业篮球运动员。他在1980年的NBA选秀中第1轮第9顺位被圣地亚哥快船选中。